# Amédée de Genève (évêque de Toul)
Pour les articles homonymes, voir Amédée de Genève.
Amédée de Genève (en latin Amadeus de Gebennis), né vers 1294 et mort en 1330, est un ecclésiastique issu de la maison de Genève. Il est le cinquante-huitième évêque de Toul, de 1321 à 1330.

## Biographie
Amédée est le fils du comte de Genève Amédée II et d'Agnès de Chalon, fille de Jean Ier de Chalon. Il a deux autres frères Guillaume, qui succèdera à leur père, et Hugues, un seigneur qui s'opposera à l'expansion savoyarde. Il serait né vers 1294
Il est d'abord chanoine à Genève, Lyon et Langres en 1306, puis à Cologne et Mayence en 1310 et enfin à Paris, Vienne, Valence et Viviers en 1318.
Le pape le nomme évêque de Toul et Amédée prend possession de son diocèse en 1321. Il a à arbitrer une querelle entre Édouard Ier, comte de Bar, et Ferry IV, duc de Lorraine qui se disputent la possession de Longwy et il réussit à négocier la paix entre les deux belligérants. Peu après, des seigneurs du Toulois attaquent les bourgeois de Toul, mais ceux-ci les battent à Dieulouard, puis à Gondreville.[réf. nécessaire]
Puis le duc de Lorraine fit valoir un ancien traité lui accordant le gouvernement de Toul et occupa la ville avec l'aide des bourgeois. Amédée en appela à Philippe VI de Valois, roi de France, qui donna l'ordre au bailli de Chaumont de défendre l'évêque avec ses troupes, qui obligea Ferry IV à renoncer à Toul.[réf. nécessaire]
Amédée de Genève meurt au château de Brixey en avril 1330[réf. nécessaire].